# 元褒
元褒（540年代—610年代），字孝整，河南郡洛阳县（今河南省洛阳市东）人，追尊魏景穆帝拓跋晃玄孙，西魏开府仪同三司、安昌宣王元子均之子，北魏宗室，西魏、北周、隋朝官员。

## 生平
元褒擅长骑马射箭，年轻时就有成人的器量，虚龄十岁时父亲元子均去世，为哥哥们所抚养。元褒生性与哥哥们友爱，善于侍奉各位哥哥。哥哥们想要分家，元褒哭泣劝谏没能成功，他们家一向富有，有许多金银财宝，元褒一点都没要，只身从家里出来，受到乡里称赞。元褒长大后宽厚仁慈、气量宽宏，博览经书和史书，在北周出仕，官至开府、北平县公、赵州刺史。
杨坚担任丞相时，元褒跟随韦孝宽进攻尉迟迥，因为战功越级升任柱国，进封河间郡公，食邑二千户。开皇二年（582年），元褒出任安州总管。一年多以后，元褒调任原州总管。原州有商人被盗贼打劫，商人怀疑是与自己一起过夜的人干的，就把他捉到官府，元褒观察此人神色冤屈，言辞也是理直气壮，就放了他。商人前往朝廷申诉元褒受贿放走了盗贼，隋文帝派遣使者彻底查办。使者依据文书所列罪状责备元褒说：“为何得到金钱的好处放走强盗？”元褒当即主动承认错误，一开始就没有不同意的话。使者与元褒一起回到京城，元褒于是因为此事被定罪免官。这个盗贼很快在其他地方被抓住，隋文帝对元褒说：“你是朝廷的旧臣，官位高声望大，接受金钱放走盗贼不是好事，为什么要自行承认不实之词？”元褒回答说：“臣受命管理一州，不能消除盗贼，这是臣的第一条罪。州中百姓被人毁谤，我没有将他交付司法部门，很快释放免罪，这是臣的第二条罪。因为自己愚蠢的诚意而做事草率，没有顾及人的举动和神色，没有受到法律文书的约束，致使我遭人怀疑贪赃枉法，这是臣的第三条罪。臣有三条罪状，为何逃避责罚？臣要是不说受贿，使者又将要彻底追查，那么就会连累善良无辜的人，加重臣的罪过，因此我自行承认妄加于自己的不实之词。”隋文帝赞叹诧异，称元褒是德高望重的人。开皇十四年（594年），隋文帝派遣元褒以行军总管的身份率领军队防守边境，受兰州总管达奚长儒调度指挥。辽东之战，元褒又以行军总管的身份跟随汉王杨谅进攻到柳城后返回。仁寿初年，嘉州的少数民族造反，元褒率领步兵骑兵二万人马讨伐平定了他们。
隋炀帝杨广即位后，元褒出任齐州刺史，很快改任齐郡太守，官吏和百姓安居乐业。等到发起辽东之战时，齐郡监督事务的官吏随军而行，络绎不绝，有个西曹的属官应该随军出行，他假装生病，元褒责问他，属官理屈，元褒杖罚了他，属官于是大声说：“我要到皇帝所在之处告你！”元褒大怒，于是杖打属官一百多下，属官几天后死了，元褒因为此事被定罪免官，在家中去世，时年虚岁七十三。

## 家庭

### 兄弟姐妹
- 元则，北周大将军、大司徒、安昌郡公
- 元孝矩，隋朝柱国、泾州刺史、洵阳简公
- 元雅，隋朝领左右将军、集沁二州刺史、顺阳良公
- 元氏，嫁北周使持节、太师、都督中外诸军事、柱国大将军、大冢宰、晋荡公宇文护

### 子女
- 元叡，隋朝朝散大夫、鹰扬郎将[9]

### 孙子女
- 元澄，唐朝仪同、犍州南安县县令[9]